# アルトゥーロ・ルポリ
アルトゥーロ・ルポリ（Arturo Lupoli, 1987年6月24日 - ）は、イタリア・ブレシア出身の元サッカー選手。現役時代のポジションはフォワード。
パルマFCの下部組織出身であり、アーセナルFC、ダービー・カウンティなどのチームに所属していた。

## 経歴

### 下部組織時代
2003-04シーズンに、パルマFCの下部組織でキャリアをスタートさせる。パルマのアッリエーヴィ（15、16歳のカテゴリー）時代には、22試合出場45得点という驚異的な得点力を発揮している。また、同じチームに所属していたジュゼッペ・ロッシ等と共にアッリエーヴィの全国大会を制覇した。
2003年にパルマの親会社であるパルマラットが破産したのを受け、シーズン終了後に多くのトップカテゴリーの選手達と同様に放出されることとなり、17歳にしてロッシと共にイングランド・プレミアリーグに渡る（ロッシはマンチェスター・ユナイテッドFCに移籍）。

### プロ選手時代
2004-05シーズン、アーセナルFCに加入。移籍当初は「青田買い」と言われていたが、いきなりリザーブリーグ得点王に輝き周囲を驚かせた。さらにカーリング・カップでエヴァートンFCを相手に2ゴールを挙げた。しかし当時は前年度にリーグ30得点し得点王に輝いたティエリ・アンリやデニス・ベルカンプといった顔触れがFWのレギュラーを務めており、自身のトップリーグでの出場機会は1試合に留まった。
2006-07シーズンは出場機会を求め、レンタルでイングランドの2部リーグであるフットボールリーグ・チャンピオンシップのダービー・カウンティFCに移籍。34試合に出場し7得点を挙げ、クラブのプレミアリーグ昇格に貢献した。
2007-08シーズンはアーセナルと契約延長はせず、移籍金フリーでACFフィオレンティーナに完全移籍した。アドリアン・ムトゥ、ジャンパオロ・パッツィーニ、クリスティアン・ヴィエリが在籍する同クラブも前線の層が厚く、前半戦の出場はカップ戦の1試合のみに留まった。これを受けて出場機会を得るために移籍を志願し、2008年1月にセリエBに所属するトレヴィーゾFCへとレンタル移籍した。
2015年2月2日、セリエBのフロジノーネ・カルチョに移籍した。翌年2月1日、ACピサ1909からカルチョ・カターニアにローンで加入した。
2016-17シーズン後半よりプレーしたFCズュートティロールではリーグ戦12試合に出場したが無得点に終わり、同年8月31日にセリエCのフェルマーナFCへ移籍した。

## 人物・エピソード
- パルマのアッリエーヴィ（15、16歳のカテゴリー）時代には、後にイタリア代表にも名を連ねるジュゼッペ・ロッシやダニエレ・デッセーナ、ルカ・チガリーニ等の多くの才能豊かな若手選手が揃っており、優秀な人材を多数輩出しているパルマ下部組織の中でも黄金世代と呼ばれていた。
- 若くして海外に渡ったため、トップリーグデビューが海外リーグであるという、イタリア人選手としては珍しい経歴である。